# Festival organistico Santa Maria Nuova
Il Festival organistico Santa Maria Nuova è una rassegna internazionale di concerti d'organo che ha luogo dal 1962 presso la chiesa di Santa Maria Nuova di Fano, in Italia. È considerata la più antica in Italia. Nel 2021, in occasione della sessantesima rassegna, ha ricevuto la medaglia del Presidente della Repubblica.
Il festival è organizzato dal Comune di Fano in collaborazione con l'Associazione Laboratorio Armonico e i frati minori della chiesa di Santa Maria Nuova.
Direttore artistico della rassegna è il M° Giovannimaria Perrucci.

## Solisti e formazioni
Nel corso delle varie edizioni si sono esibiti i seguenti solisti e formazioni:
- Andorra: Aáron Ribas
- Argentina: Mario Beròn, Adelma Gomez, German Torre
- Austria: Wolfgang Capek, Josef Hofer, Silva Manfré, Guido Mayer, Gerhard Zukriegel,
- Brasile: José Luis Aquino
- Cina: Shen Fanxiu
- Danimarca: Jacob Lorentzen, Monica Nørgård Stevns (soprano)
- Finlandia: Jan Lehtola
- Francia: Philippe Brandeis, Yves Castagnet, Sylvain Ciaravolo, Jean Costa, Isabelle Désart, Jean-Pierre Griveau, Jean-Jacques Grünenwald, Gaston Litaize, Caline Malnoury, Michael Matthes, Odile Pierre, Fabrice Pitrois, René Saorgin
- Germania: Hans Georg Bertram, Gabriel Dessauer, Martin Ducker, Jan Ernst, Anton Gaggemos, Gerhard Gnann, Willibald Guggenmos, Michael Kapsner, Rose Kirn, Wolfgang Kleber, Lothar Knappe, Heinz Peter Kortmann, Eberhard Kraus, Wilhelm Krumbach, Victor Lukas, Bernhard Marx, Wolfgang Pelz, Helmuth Reichel, Almut Rössler, Victor Scholz, Mechtild Shulte, Christoph Schoener, Rudolf Zartner, Wolfgang Zerer, Ansgar Wallenhorst
- Giappone: Hiroko Ito (soprano), Yuko Hayashi
- Giordania: Haig Aram Vosgueritchian
- Haiti: Nicole Saint-Victor (soprano)
- Israele: Yuval Rabin
- Italia: Michele Antonello (oboe), Lorenzo Antinori, Marco Arlotti, Ottorino Baldassarri, Stefano Baldelli, Ferruccio Bartoletti, Marta Baruzzi, Anania Battagliola (tromba), Fiorella Benetti Brazzale, Massimo Berardi, Giulia Biagetti, Alessandro Bianchi, Stefano Boesso (fagotto), Elsa Bolzonello Zoia, Luigi Calistri, Diego Cannizzaro, Emanuela Cassiani, Anna Cavallucci, Luigi Celegin, Alberto Cerroni, Claudia Chierici Roncoroni, Mario Ciferri, Francesco Cingolani, Egidio Circelli, Coro San Carlo di Pesaro, Antonio Cozza, Donato Cuzzato, Massimo Dal Prà, Domenico D'Ascoli, Giuseppe De Donà, Giovanna Donini (soprano), Mario Duella, Lucio De Mattia, Gennaro D'Onofrio, Alessandro Esposito, Davide Eusebi (percussioni), Angiolino Fasolin, Mauro Ferrante, Pietro Ferrari, Daniele Ferretti, Camillo Flain, Simonetta Fraboni, Salvatore Francavilla (direttore), Giovanna Franzoni, Andrea Freddini, Fernando Germani, Aldo Ghedin, Marcello Girotto, Giordano Giustarini, Gabriele Gravagna, Alberto Guerzoni, Maria Vittoria Guidi (clavicembalo), Edda Illy Vignanelli, Stefano Innocenti, Olga Laudonia, Ruggero Livieri, Marco Lo Muscio, Enzo Marchetti, Alberto Mencucci (tromba), Stefano Pellini, Andrea Macinanti, Mariella Mochi, Luca Muratori, Vincenzo Ninci, Massimo Nosetti, Roberto Padoin, Mauro Pappagallo, Giancarlo Parodi, Stefano Pellini, Giovannimaria Perrucci, Giandomenico Piermarini, Armando Pierucci, Alessandro Pigna,Enrico Presti, Giorgia Ragni (soprano), Nunzio Randazzo, Giuseppe Riccardi, Angelo Riggione (tromba), Novello Roman Ros, Letizia Romiti, Marco Ruggeri, Grazia Salvatori, Arturo Sacchetti, Alessandro Santini, Andrea Schiavio, Giuseppe Innocenzo Schipani, Daniela Sereni, Giuseppe Sirolli, Filippo Sorcinelli, Gianfranco Spinelli, Pietro Tagliaferri (sassofono), Elisa Teglia, Claudia Termini, Federico Teti, Pierdino Bernardo Tisato, Manuel Tomadin, Giulio Tosti, Luigi Toja, Silvia Urbani, Stefano Vagnini, Simone Vebber, Massimo Verzilli, Ferruccio Vignanelli, Franco Violanti, Ugo Zalunardo, Enrico Zanovello, Luciano Zecca
- Lituania: Lina Uinskite (violino)
- Jugoslavia: Milko Bizjak, Andrija Golum
- Paesi Bassi: Dorthy de Rooij, Elly Kooiman, Jan Willem Jansen, Aart van Beck, Eric van der Kolk, Vijinand Van de Pol, Leo van Doeselaar, Liuwe Tamminga
- Polonia: Joachim Grubich, Cyprian Jagełło, Roman Perucki, Marek Stefansky
- Regno Unito: Roger Sayer, Graham Steed, Richard Townend
- Repubblica Ceca: Karel Paukert, Jaroslav Tuma
- Romania: Michael Radulescu
- Russia: Oleg Jantchenko
- Serbia: Andrija Golum
- Slovacchia: Jan Valach
- Slovenia: Milko Bizjak
- Spagna: Loreto Aramendi, Miguel Bernal Ripoll, Adalberto Martinez Solaeza, Enrico Ribalta (flauto), Montserrat Torrent Serra, Jordi Vergés y Riart, Julia Ruiz (soprano)
- Stati Uniti d'America: Anthony Bruce Wynn, Daniel Chorzempa, Gregory D'Agostino, David Di Fiore, Jonatan Dimmock, Jane Gamble, James Edward Goettsche, Angela Lee (violoncello), Sarah Martin, Carolyn Jean Shuster, Celia Tollar-Bane
- Svezia: Per Rydén
- Svizzera: Guy Bovet, Josef Bucher, Jean Christopher Geiser, Ursula Hauser, Verena Lutz, Helmuth Reichel, Lionel Rogg, Jean François Vaucher
- Ungheria: Stefan Klinda
- Uruguay: Cristina Garcia Banegas